# Rusko-japanski rat
Rusko-japanski rat odvijao se od veljače 1904. do kolovoza 1905. godine između Carske Rusije i Japanskog Carstva.

## Uzroci rata
Rusija i Japan, jedna stara i jedna novonastala svjetska velesila, imale su jednake interese na području današnje Mandžurije i Koreje. Rusija je htjela izgraditi sibirsku željeznicu, od europskog dijela do Dalekog Istoka, te uspostaviti luku na Pacifiku. Japanci, kao otočna država, željeli su proširenje na azijski kontinent i također imati luku na tom dijelu kako bi se bolje povezali s matičnim otočjem. Izbor je pao na istu grad-luku, Port-Arthur na jugu Mandžurije.

## Tijek rata
Rat je započeo japanskim napadom na (tadašnji ruski) Port-Arthur, u noći s 8. na 9. veljače 1904. godine. Nije počinjena nikakva veća materijalna šteta. Rat se nastavio u mnogo krvavijim bitkama, od kojih su važne bitka na rijeci Yalu (travanj/svibanj 1904.), bitka za Liaoyang (kolovoz/rujan 1904.), bitka na rijeci Sha-ho (listopad 1904.). Port-Arthur, glavni cilj ovog rata, bio je pod izravnom japanskom opsadom 156 dana, od početka opsade sredinom kolovoza 1904. Najveći okršaj na kopnu bila je bitka kod Mukdena, od 21. veljače do 10. ožujka 1905. godine, a najveća pomorska bitka bila je ona kod Tsushime, 27. na 28. svibanj 1905. godine, gdje su Japanci uništili gotovo cijelu rusku flotu. Osim prvog japanskog napada na Port-Arthur i bitke kod Sha-Ho (koji su završili neodlučeno), sve ostale okršaje su dobili Japanci.

## Potpisivanje mira
Na poticaj predsjednika SAD-a, Theodorea Roosevelta 6. kolovoza 1905. godine otvorena je mirovna konferencija u Portsmouthu, New Hampshire, SAD. Na konferenciji su sudjelovali Sergei Witte iz Ruskog Carstva, Komura Jutarō iz Japanskog Carstva i Roosevelt iz SAD-a. Budući da je i sam tražio mir, i da bude domaćin, SAD je u ovom miru igrao presudnu ulogu u konačnoj teritorijalnoj podjeli. Port-Arthur i Koreja su pripali Japanu, dok je Rusija zadržala jedan dio Mandžurije. Ratna reparacija, koju je Japan kao pobjednik rata trebao dobiti, ipak im nije isplaćena. Otok Sahalin, za kojeg se u Japanu smatralo da im je trebao pripasti u cijelosti, podijeljen je u dva dijela. Sjeverni (ruski) i južni (japanski) dio. Iz japanske perspektive, portsmouthski mir bio je početak sustavnog izražavanja uvreda i nepoštovanja SAD-a na račun Japana, što je i kulminiralo napadom na Pearl Harbor 1941. godine.

## Posljedice rata
Japan je tijekom svih šesnaest mjeseci borbe pokazao mnogo više od svog suparnika. Doduše, Japanci su od početka rata bili u prednosti što se tiče samog geografskog položaja (većina ruske vojske nalazila se u Europi). No, osim naprednije tehnologije, japanska vojska je s mnogo više motiva ušla u ovaj okršaj. Ruski časnički kadar pokazao je veliku nesposobnost i neorganiziranost, za razliku od njihove vojske, napose, branitelja Port-Arthura, koji su se borili s većom hrabrošću i odlučnošću. Razni su izvori o broju žrtava, no smatra se da je s ruske strane bilo oko 100 tisuća, a s japanske oko 80 tisuća mrtvih.